# Atlamajalcingo del Monte
Atlamajalcingo del Monte är en ort i Mexiko.   Den ligger i kommunen Atlamajalcingo del Monte och delstaten Guerrero, i den sydöstra delen av landet, 240 km söder om huvudstaden Mexico City. Atlamajalcingo del Monte ligger 1 761 meter över havet och antalet invånare är 940.
Terrängen runt Atlamajalcingo del Monte är huvudsakligen lite bergig. Atlamajalcingo del Monte ligger nere i en dal. Runt Atlamajalcingo del Monte är det ganska tätbefolkat, med 65 invånare per kvadratkilometer. Närmaste större samhälle är Malinaltepec, 10,2 km sydväst om Atlamajalcingo del Monte. I omgivningarna runt Atlamajalcingo del Monte växer huvudsakligen savannskog.